# Topfgeldjäger
Topfgeldjäger war eine Kochshow mit Quizanteilen des ZDF, die von 2010 bis 2015 produziert und erstausgestrahlt wurde.

## Produktion und Ausstrahlung
Zunächst wurde die Kochshow von Steffen Henssler moderiert, vom 13. Januar 2014 bis 15. Mai 2015 von Alexander Herrmann. Sie wurde in der Regel nicht live gesendet, sondern blockweise aufgezeichnet und etwa einen Monat später zeitversetzt ausgestrahlt. Die erste Folge wurde am 16. August 2010 gesendet. Die Erstausstrahlung der weiteren Folgen erfolgte werktags ab 15:05 Uhr. Am 30. August 2013 stellte man die Sendung mit der 676. Folge vorerst ein, sie wurde nach einer PausePause fortgesetzt.

## Konzept
In der Sendung traten bis zum Jahreswechsel 2012/13 jeweils zwei Frauen und zwei Männer mit je drei Gerichten gegeneinander an, später war jede Geschlechterkombination in und zwischen den Teams möglich. Beide Teams hatten identische Zutaten zur Verfügung, aus denen sie eigenständig drei Gänge in 45 Minuten zubereiten mussten.
In anfänglich drei, später vier Quizrunden konnten die Teilnehmer weitere Zutaten (beispielsweise eine Zitrone) gewinnen. Die ersten drei Quizrunden bestanden aus je einer Multiple-Choice-Frage (mit vier Antworten). Die letzte Runde war eine Schätzfrage, bei der garantiert ein Team gewann. Die zu erspielenden Zutaten mussten sich die Teams im Vorfeld aussuchen.
Am Ende entschied ein Juror darüber, wer mit seiner Kochkunst gewonnen hat. Bis zur vorläufigen Einstellung der Sendung im August 2013 wurde diese Entscheidung von Frank Rosin getroffen. Nach der Rückkehr der Sendung im November 2013 übernahm Ali Güngörmüş diese Rolle. Nach Hensslers Weggang als Moderator bewertete er ab Januar 2014 im wöchentlichen Wechsel mit Cornelia Poletto die Gerichte. Das Preisgeld erhöhte sich nach jedem gewonnenen Kochduell (maximal vier Duelle) von anfänglich 1.000 Euro auf 2.000, dann 4.000 und schließlich 10.000 Euro. Das Team der Tagesgewinner konnte (bei einem Unentschieden konnten beide Teams) sich entscheiden – nachdem die neuen Zutaten angesehen wurden – ob sie aufhören und das erspielte Geld mit nach Hause nehmen oder aber zur nächsten Sendung wieder antreten. Bei einer Niederlage wäre das bisher erspielte Geld wieder verloren gegangen.
Zwischen dem 10. und 14. Januar 2011 sprang Horst Lichter als Urlaubsvertretung für Steffen Henssler ein. Vom 14. bis 18. Februar 2011 bewertete Alexander Herrmann anstelle von Frank Rosin die Gerichte der Teams.
Zur Sendung gehörten neben dem Kochen auch einige Running-Gags. So wurden beispielsweise Reiner „Calli“ Calmund, Tine Wittler aber auch die parallel laufenden Fernsehsendungen Sturm der Liebe, Verdachtsfälle und Richterin Barbara Salesch ironisch kommentiert. Man versuchte sich so von anderen Kochsendungen abzuheben.
In den Folgen, die freitags ihre Erstausstrahlung hatten, wurden eine oder mehrere „Mails der Woche“ (in Eigenschreibweise „Mehl der Woche“) vorgelesen. Dabei hielt es sich in der Regel um Zuschauerkritik, aber auch Bejahung zur Sendung.
Eine weitere feste Größe war „Hensslers schnelle Nummer“, ein Gericht, das in wenigen Minuten aus den auch für die Kandidaten vorhandenen Zutaten vom Moderator zubereitet wird. Ab dem 13. Januar 2014 trug diese Rubrik den Titel „Herrmanns Chefsache“.
Als Abwandlung des Sendeformats kreierte man die sogenannte 10 Freunde Woche. Die Premiere hierfür wurde vom 26. November bis 2. Dezember 2012 zur gewohnten Sendezeit ausgestrahlt. Bei der 10 Freunde Woche trat jeweils ein Kochpaar aus jedem der zwei Fünfer-Teams gegeneinander an, sodass (theoretisch) jedes Teammitglied zweimal in den fünf Sendetagen kochte. Während dieser Zeit betreuten Steffen Henssler seinen Henssler SV auf der einen und Frank Rosin seinen FC Rosin 04 auf der anderen Seite. Als Juroren der 10 Freunde Woche fungierten Reiner Calmund, Cornelia Poletto und Ali Güngörmüş.
Eine weitere Abwandlung des Formats war das so genannte „Profi-Spezial“, welches erstmals am 22. Dezember 2014 stattfand. Hierbei bereiteten Alexander Herrmann, Cornelia Poletto und Ali Güngörmüş meist freitags ein Fünf-Gänge-Menü außer Konkurrenz im Format einer klassischen Kochsendung zu.

## Trivia
In Folge 150 vom 30. März 2011 traten Steffen Henssler und Frank Rosin gegeneinander an. Unterstützt wurden sie von jeweils einem ehemaligen Kandidaten. Die Aufgabe des Moderators übernahm Markus Lanz, die des Jurors Heinz Horrmann. Gewinner war Steffen Henssler.
In der am 8. September 2011 erstgesendeten Folge wurden die Rollen getauscht. Frank Rosin moderierte die Sendung und Steffen Henssler bewertete dieses eine Mal die Gerichte der Kandidaten.
Anlässlich der 300. Sendung traten in den Folgen 298 und 299 je zwei Promi-Teams gegeneinander an. Die jeweiligen Gewinnerteams kochten dann am 1. Dezember 2011 um den Sieg im Topfgeldjäger Promi-Spezial.
In Folge 350 (Erstausstrahlung: 21. Februar 2012) traten Steffen Henssler und Frank Rosin ein weiteres Mal gegeneinander an. Durch die Sendung führte Andrea Kiewel und Heinz Horrmann übernahm als Juror die Bewertung. Steffen Henssler gewann das Duell erneut mit 2:1.
Anlässlich der 500. Folge am Mittwoch, dem 7. November 2012 wurde die Ausstrahlungswoche vom 5. bis 9. November als Jubiläumswoche gefeiert. Vorab konnten die Zuschauer im Internet über die besten „Zehntausend-Euro“-Gewinner abstimmen. Diese durften von Montag bis Donnerstag gegeneinander kochen. Das Gewinnerteam kochte in der Freitagssendung gegen Steffen Henssler und Frank Rosin. Moderiert wurde diese Sendung von Ingo Nommsen, Juror war erneut Heinz Horrmann. Henssler und Rosin konnten das Duell mit 3:0 für sich entscheiden.
In Folge 600, erstmals gesendet am 29. April 2013, wurden die Kandidaten vor der Sendung aus dem Publikum ausgewählt und von Steffen Henssler und Frank Rosin unterstützt. Ali Güngörmüş fungierte hierbei als Juror. Die Gewinner erhielten anlässlich des Jubiläums jeweils 600 Euro.
In der Sendung vom 10. Mai 2013 kam es zu einem Unikum. Beide Kandidatenpaare versäumten es, die zubereiteten Gerichte rechtzeitig unter den Gloschen zu platzieren, sodass der Juror Frank Rosin keines der Gerichte bewerten konnte. An sich hatten beide Teams verloren. Sie traten aber am darauffolgenden Montag erneut gegeneinander an und kochten dabei wieder um 1000 Euro.
Anlässlich der 150. Sendung von Alexander Herrmann traten in der Woche vom 10. bis 14. November 2014 zwei prominente Fünfer-Teams in einer abgewandelten 10 Freunde Woche gegeneinander an. Für das Team „ZDF-Mittagsmagazin“ kochten Susanne Conrad, Norbert Lehmann, Heike Schnaar, Achim Winter und Sina Mainitz. Sie spendeten ihren Gewinn in Höhe von 4.000 Euro der Spendahilfe e.V. Gegner war das Team „Notruf Hafenkante“, welches sich aus Rhea Harder, Sanna Englund, Gerit Kling, Hannes Hellmann und Dominik Kempf zusammensetzte. Sie gewannen 6.000 Euro, was sie dem Kinder-Hospiz Sternenbrücke zukommen ließen.
Vom 24. bis zum 28. November 2014 wurde eine „Profi-Woche“ durchgeführt, in der die beiden Juroren Cornelia Poletto und Ali Güngörmüş gegeneinander antraten. Unterstützt wurden sie jeweils am Montag von einem Kochlehrling, am Dienstag von einem selbst mitgebrachten Freund, am Mittwoch von einem Kandidaten, welcher zuvor aus dem Studiopublikum ausgewählt wurde und am Donnerstag von den Prominenten Sven Martinek und Motsi Mabuse. Am Freitag traten sie alleine an. Die Rolle des Jurors übernahm Alfons Schuhbeck. Gewinnerin war Cornelia Poletto. Somit muss Güngörmüş ein Menü für Polettos Freundeskreis kochen.
Vom 20. bis zum 24. April 2015 waren in der Spezialwoche „Alexanders Gourmetrunde“ jeden Tag wechselnde prominente Köche zu Gast, welche gemeinsam mit Herrmann ein Fünf-Gänge-Menü zubereiteten. Bewertet wurden die Gerichte der Profi-Köche am Ende der Sendung durch einige Zuschauer aus dem Publikum. „Alexanders Gourmetrunde“ stand dabei jeden Tag unter einem anderen Motto. Die teilnehmenden Köche waren Martin Baudrexel, Ali Güngörmüs, Karlheinz Hauser, Kolja Kleeberg, Mario Kotaska, Alexander Kumptner, Stefan Marquard, Cornelia Poletto, Sybille Schönberger, Andreas C. Studer, Susanne Vössing und Ralf Zacherl.